# Sport Rein
Sport Rein war ein brasilianischer Hersteller von Automobilen.

## Markengeschichte
Das Unternehmen aus dem Stadtteil Jacarepaguá von Rio de Janeiro begann Anfang 1984 mit der Produktion von Automobilen. Der Markenname lautete Sport Rein. 1987 endete die Produktion.

## Fahrzeuge
Das einzige Modell war ein sportlicher VW-Buggy. Die türlose Karosserie bestand aus Fiberglas. Ein luftgekühlter Vierzylinder-Boxermotor vom VW Brasília mit 1700 cm³ Hubraum und Doppelvergaser war im Heck montiert und trieb die Hinterräder an. Die Fahrzeuge wurden auf Bestellung gefertigt.